# Ålen
Ålen is een voormalige gemeente in de toenmalige provincie Sør-Trøndelag in Noorwegen. De gemeente ontstond in 1855 als afsplitsing van Holtålen. In 1972 werd de gemeente weer gevoegd bij Holtålen. Ålen bestaat nog wel als parochie van de Noorse kerk.  De parochiekerk uit 1881 staat in het dorp Renbygda waar ook het gemeentebestuur was gevestigd. 